# FreeNX
FreeNX — технология реализации системы «удалённого терминала». Обеспечивает реакцию запускаемых программ, сравнимую со временем их выполнения на локальной системе. FreeNX сохраняет высокую интерактивность приложений при большой загруженности и низкой скорости канала. Базовые библиотеки предоставлены nomachine под свободной лицензией GPL.
FreeNX — свободно распространяемая реализация сервера NX NoMachine.

## Близкие проекты
- RealVNC
- LTSP
- Ndiyo
- x2go
- Neatx